# Robert de Chester

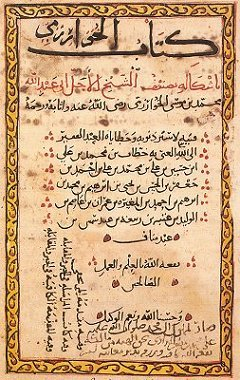
Tratado de álgebra de Al-Khwārizmī: al-Kitāb al-mukhtaṣar fī ḥisāb al-jabr wa-l-muqābala.

Robert de Chester  fue un traductor del árabe al latín del siglo XII. 
Tradujo numerosas obras históricas del árabe al latín, obras de autores como Ŷabir ibn Hayyan y Al-Juarismi, entre las cuales se encuentran:
- El Liber algebrae et almucabala de Al-Juarismi, sobre álgebra (traducido en el 1145, traducido posteriormente también por Gerardo de Cremona).
- El Liber de compositione alchimiae, un libro de alquimia, traducido  en el 1144.[1]

En los  años cuarenta del siglo XII, Robert de Chester trabajó en la península ibérica, donde la convivencia entre cristianos, musulmanes  y hebreos permitía el intercambio entre las respectivas culturas. Al final de esa década volvió a Inglaterra.  Algunas fuentes lo identifican como Robert de Ketton (en latín Robertus Ketenensis) que también fue un activo traductor del árabe al latín en el mismo periodo.  De todas maneras hay que tener en cuenta que, mientras que  Robert de Ketton vivía en el Reino de Navarra, Robert de Chester se sabe que trabajaba en Segovia.
Una curiosa historia no substanciada dice que cuando tradujo el libro de Al-Khwārizmī sobre álgebra, Robert de Chester cometió un error que pervive todavía. El árabe escrito, como el hebreo, consiste en consonantes con las vocales puntuadas en la parte inferior y, a menudo, omitidas. El concepto algebraico de seno tiene su origen en la India, y fue adoptado por los árabes, que escribieron las consonantes, "jb", de jiab. Cuando Robert de Chester tradujo la palabra, al no saber el origen indio, añadió las vocales para dar lugar a la palabra entrante o bahía. En latín, una bahía o entrante es un seno. De ahí vendría el origen del nombre de la función trigonométrica en latín y en las lenguas occidentales. En otras ocasiones se adjudica este error a Gerardo de Cremona.